# Regulamento sobre Inteligência Artificial
O Regulamento sobre Inteligência Artificial é um regulamento da União Europeia sobre o uso da inteligência artificial na União Europeia. Proposto pela Comissão Europeia em 21 de abril de 2021, tem por objetivo introduzir um quadro regulamentar e jurídico comum para a inteligência artificial. O seu âmbito abrange todos os setores (exceto o militar) e todos os tipos de inteligência artificial. Enquanto instrumento de regulamentação de produtos, não confere direitos aos indivíduos, mas regularia os fornecedores de sistemas de inteligência artificial e as entidades que os utilizassem a título profissional.
A proposta de Regulamento sobre Inteligência Artificial da UE tem por objetivo classificar e regular as aplicações de inteligência artificial com base no seu risco em causar prejuízos. Esta classificação enquadra-se principalmente em três categorias: práticas proibidas, sistemas de alto risco e outros sistemas de IA.
Práticas proibidas são aquelas que usam inteligência artificial para causar manipulação subliminar ou explorar as vulnerabilidades das pessoas e que possam resultar em danos físicos ou psicológicos, que fazem uso indiscriminado de identificação biométrica remota em tempo real em espaços públicos para aplicação da lei, ou que usam um sistema de pontuação social derivada de IA por parte das autoridades para prejudicar injustamente indivíduos ou grupos. Embora o regulamento proíba totalmente este último, é proposto um regime de autorização para os três primeiros no contexto da aplicação da lei.
Os sistemas de alto risco, de acordo com o Regulamento, são aqueles que representam ameaças significativas à saúde, à segurança ou aos direitos fundamentais das pessoas. Exigem uma avaliação de conformidade obrigatória, realizada como autoavaliação pelo fornecedor, antes de serem lançados no mercado. As aplicações particularmente sensíveis, como as de dispositivos médicos, exigem que a autoavaliação do fornecedor de acordo com os requisitos do regulamento seja realizada pelo organismo notificado que conduz a avaliação de acordo com os regulamentos já existentes da UE, como o Regulamento de Dispositivos Médicos.
Os sistemas de IA fora das categorias acima não estão sujeitos a qualquer regulamentação, sendo os Estados-Membros em grande parte impedidos de os regulamentar ainda mais através da harmonização máxima . As leis nacionais jé existentes relacionadas com a concepção ou utilização de tais sistemas deixam de ser aplicadas. No entanto, está previsto um código de conduta voluntário para esses sistemas, embora não desde o início.
A lei propõe ainda a introdução de um Conselho Europeu de Inteligência Artificial para promover a cooperação nacional e garantir o cumprimento do regulamento.
Tal como o Regulamento Geral de Proteção de Dados da União Europeia, O Regulamento da IA poderá servir de modelo para outros países. O Conselho Europeu adotou a sua orientação geral sobre o Regulamento da IA em 6 de dezembro de 2022. A Alemanha apoia a posição do Conselho, mas ainda vê alguma necessidade de melhorias adicionais, tal como formulado numa declaração anexa do Estado-Membro. Entre as medidas que provavelmente serão propostas está a de que os desenvolvedores de IA de produtos como o ChatGPT da Open AI declarem se para treinar sua tecnologia foi usado material protegido por direitos de autor.

## Aplicação
O regulamento regula a entrada no mercado interno da UE. Nesta medida, utiliza o Novo Quadro Legislativo, que remonta à Nova Abordagem, que remonta a 1985. O modo como isto funciona é o seguinte: O legislador da UE cria a lei da IA, esta lei contém as disposições mais importantes que todos os sistemas de IA que pretendam ter acesso ao mercado interno da UE terão de cumprir. Esses requisitos são chamados de “requisitos essenciais”. No âmbito do Novo Quadro Legislativo, estes requisitos essenciais são transmitidos às Organizações Europeias de Normalização, que elaboram normas técnicas que especificam melhor os requisitos essenciais.
O Regulamento exige que os Estados-Membros criem os seus próprios organismos notificadores. Deverão ser realizadas avaliações de conformidade para verificar se os sistemas de IA estão efetivamente em conformidade com as normas estabelecidas no Regulamento da IA. Esta avaliação de conformidade é feita através de autoavaliação, o que significa que o fornecedor do sistema de IA verifica ele próprio a conformidade, ou através da avaliação da conformidade por terceiros, o que significa que o organismo notificador realizará a avaliação. Os organismos notificadores mantêm a possibilidade de realizar auditorias para verificar se a avaliação da conformidade é realizada de forma adequada.
De acordo com a proposta atual, parece que muitos sistemas de IA de alto risco não exigem avaliação de conformidade por terceiros, o que é criticado por alguns. Estas críticas baseiam-se no facto de que os sistemas de IA de alto risco devem ser avaliados por um terceiro independente para garantir totalmente a sua segurança.